# ITB Berlin
 (octobre 2012).
Si vous disposez d'ouvrages ou d'articles de référence ou si vous connaissez des sites web de qualité traitant du thème abordé ici, merci de compléter l'article en donnant les références utiles à sa vérifiabilité et en les liant à la section « Notes et références ».
Pour les articles homonymes, voir ITB.

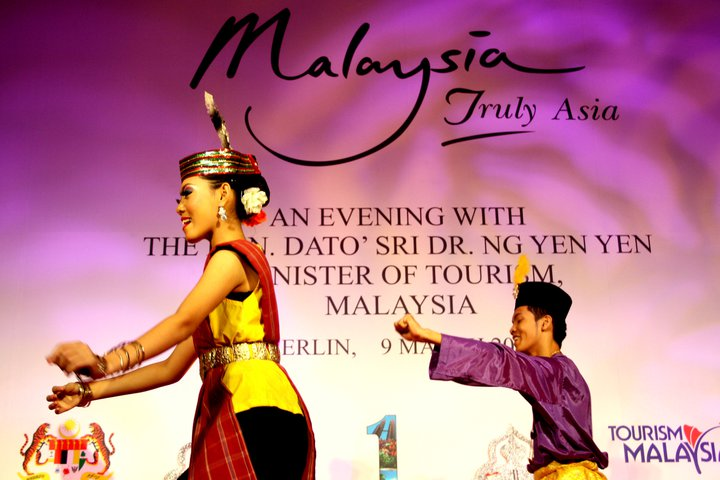
La Malaisie à l'ITB Berlin 2011

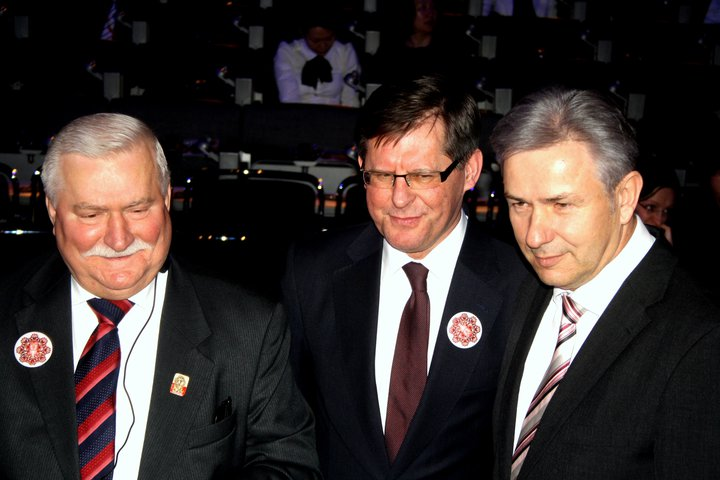
Lech Wałęsa, Adam Giersz et Klaus Wowereit, cérémonie d'ouverture ITB 2011

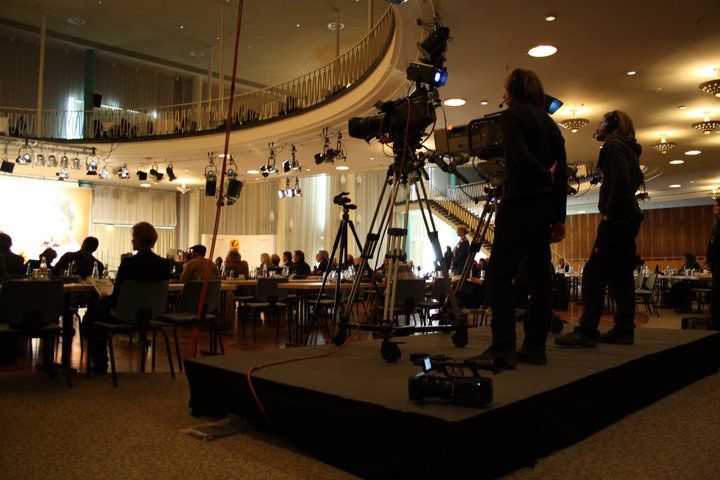
Conférence de presse ITB 2011

L’ITB Berlin est le premier salon mondial du tourisme. Organisé par Messe Berlin GmbH, il a lieu chaque année en mars au Parc des Expositions de Berlin.

## Organisation
L’organisation du salon est faite par secteurs d’activité : les voyages d’affaires, les technologies du tourisme, ITB Supply (fournisseurs), le Monde du livre, le tourisme culturel, les croisières, l’hébergement bon marché et Tendances & Événements, lui-même subdivisé dans les segments Young Travel Center (Tourisme pour jeunes), Experience Adventure (Le goût de l’aventure) et ECOtourism.
Les exposants de l'ITB viennent de tous les secteurs de l’industrie internationale du tourisme et du voyage d’affaires. Sont présents les organisations touristiques nationales et régionales, les syndicats d'initiative, les voyagistes, les agences de voyages, les transporteurs, les hôtels, les assurances voyages, les fournisseurs, les systèmes de communication et d'information, les maisons d'édition et les fédérations touristiques internationales.
Il s’adresse avant tout aux professionnels des secteurs de la chaîne de valeur touristique, mais a pour volonté également de toucher le grand public. Environ trois-quarts des exposants et plus de 30 % des visiteurs professionnels sont originaires de l'étranger.
L'ITB Berlin est un événement médiatique international. En 2012, près de 7000 journalistes étaient accrédités, dont environ 1500 venant de l'étranger.
Le salon du tourisme 2020 est annulé à cause de la propagation de l'épidémie de maladie à coronavirus de 2019-2020.

## Statistiques (année 2012)
- Surface brute : 160 000 m2
- Nombre total d'exposants : 10 644
- Nombre total de visiteurs : 172 132
- Visiteurs professionnels : 113 006

Sources : ITB Berlin

## Manifestations
Parallèlement au Salon ont lieu des séminaires, des symposiums, des ateliers et des conférences de presse. Le programme de conférences change chaque année.
Certaines journées sont consacrées à des thèmes particuliers :
- l’« ITB CSR Day » est consacré au tourisme durable (apparu en 2009) ;
- la « Journée de l’hospitalité » ;
- la « Journée Prospective » (Future Day) ;
- la « Journée de l’aviation ».